# 統計集団
統計集団（とうけいしゅうだん、英: statistical ensemble）とは、統計力学における基本的な概念の一つで、巨視的に同じ条件下にある力学的に同じ系を無数に集めた仮想的な集団である。統計的（とうけいてき）アンサンブル、確率集団（かくりつしゅうだん）、ギブズ集団、あるいは単にアンサンブルとも呼ばれる。
アンサンブルの考え方はウィラード・ギブズによって初めて導入された。
巨視的には同じ条件下にあっても、力学系が取り得る力学的な状態は一つに定まらない。統計力学の立場では各々の力学状態が確率的に表れるものと考える。アンサンブルの考え方では、無数に集めた系の内である状態を取っている系の割合を、系がその状態を取る確率であると考える。この確率で重み付けした加重平均をアンサンブル平均と呼ぶ。系に課される条件の違いに応じたアンサンブルを考えることができて、状態の出現確率はアンサンブルによって異なる。

## 概要
ボルツマンらによる気体分子運動論の立場では、理想気体を多数の分子の集まりであると考える。多数の分子が衝突を繰り返して、個々の分子の力学状態が確率的に現れるものと見なされる（分子的混沌）。当時はまだ分子の存在が確証されていなかったため批判を受けた。
これに対して統計集団の立場では、力学系全体の力学状態が確率的に現れるものと見なされる。この立場では必ずしも分子の存在を仮定する必要がない。今日では統計集団の考え方が統計力学の主流となった。
気体分子運動論の立場では N-粒子系の状態は μ-空間に分布する N 個の点の集まりとして表され、μ-空間上の分布関数から気体の性質が導かれる。
一方、統計集団の立場では同じ N-粒子系の状態がΓ-空間の一つの点として表される。系の無数のコピーであるアンサンブルは Γ-空間に分布する点の集まりとして表される。

## 主要なアンサンブル

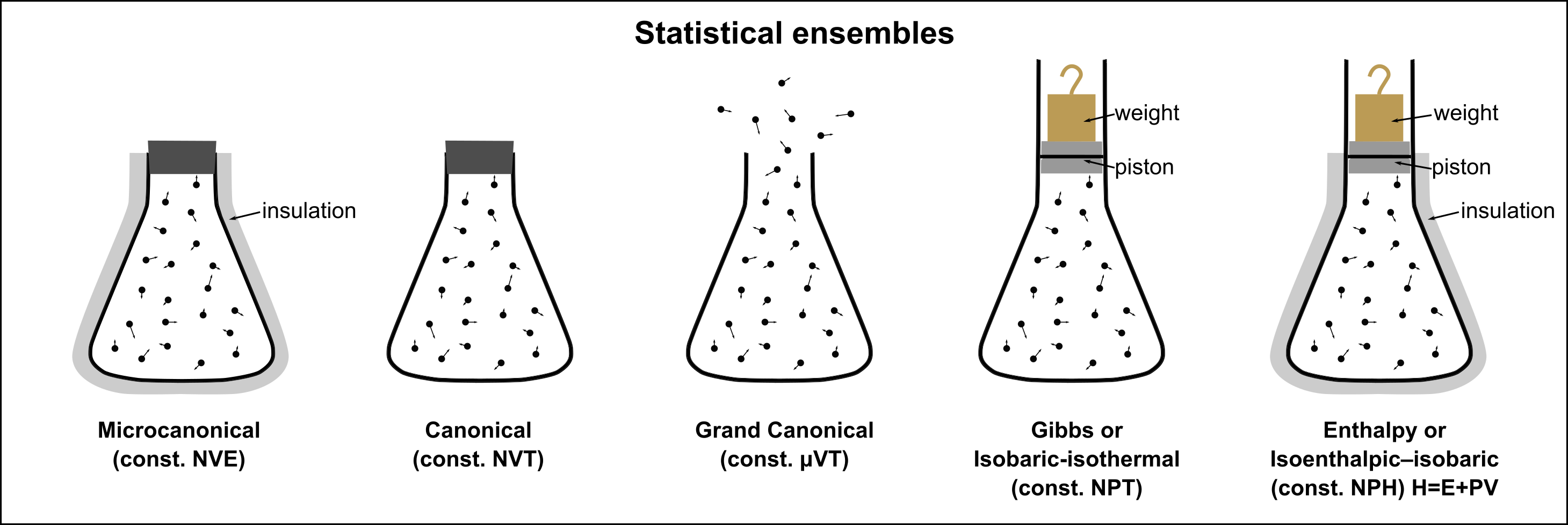
5つの統計集団の視覚的表現。

巨視的な制約条件が異なれば、アンサンブルも異なり、それに特定の統計的性質がある。次のようなものが代表的である：
小正準集団
（ミクロカノニカルアンサンブル、microcanonical ensemble、NVE ensemble）
全エネルギーが一定である系のアンサンブル。熱的に孤立しており、熱力学的には孤立系に当たる。系が許す全ての微視的状態は同じ確率で現れる（等確率の原理）。つまり、微視的状態ωが出現する確率p(ω)は
{\displaystyle p(\omega )={\frac {1}{W}}}
で与えられる。ここで、{\displaystyle W}は系が取りうる微視的状態の総数であり、{\displaystyle W}はエントロピー{\displaystyle S}と
{\displaystyle S=k_{B}\ln W}
の関係にある（ボルツマンの原理）。
正準集団（カノニカルアンサンブル、canonical ensemble、NVT ensemble）
巨大な熱浴との間でエネルギーをやりとりできる系のアンサンブル。熱浴の熱容量は十分大きく、系の温度は一定であると仮定できるとする。これは閉鎖系に当たる。この集団で、微視的状態ωが出現する確率p(ω)は
{\displaystyle p(\omega )={\frac {1}{Z}}e^{-\beta E(\omega )}}
で与えられる。ここで、βは逆温度、E(ω)は微視的状態ωのエネルギーである。{\displaystyle Z}は{\displaystyle Z=\sum _{\omega }e^{-\beta E(\omega )}}
で定義される分配関数と呼ばれる量である。{\displaystyle Z}はヘルムホルツの自由エネルギーと
{\displaystyle F=-{\frac {1}{\beta }}\ln Z}
の関係にある。
大正準集団（グランドカノニカルアンサンブル、grand canonical ensemble）
やはり熱浴と接触しているが、粒子のやり取りもでき、温度が一定であるような統計集団である。微視的状態ωが出現する確率p(ω)は
{\displaystyle p(\omega )={\frac {1}{\Xi }}e^{-\beta \left(E(\omega )-\mu N(\omega )\right)}}
で与えられる。ここで、βは逆温度、μは化学ポテンシャル、E(ω)、N(ω)は微視的状態ωのエネルギーと粒子数である。{\displaystyle \Xi }は
{\displaystyle \Xi =\sum _{\omega }e^{-\beta \left(E(\omega )-\mu N(\omega )\right)}}
で定義される大分配関数と呼ばれる量である。{\displaystyle \Xi }はグランドポテンシャル{\displaystyle J}と
{\displaystyle J=-{\frac {1}{\beta }}\ln \Xi }
の関係にある。
等温定圧集団（isothermal–isobaric ensemble、NPT ensemble）
温度、圧力、粒子数が一定であるアンサンブル。

## 古典力学系のアンサンブル
古典力学系のアンサンブルの統計的性質は Γ-空間上における確率測度から導かれる。Γ-空間の領域Aが領域Bより大きな測度をもつならば、アンサンブルからランダムに選んだ系は、微視的には領域Bよりも領域Aに属している可能性が高い。力学系のミクロな性質を記述するハミルトン関数やその他の物理量と、アンサンブルに課したマクロな条件により確率測度の形が決められる。確率測度の正規化因子はアンサンブルの分配関数と呼ばれる。物理学的には分配関数によってその系の熱力学的性質が導かれる。測度が時間に依らないならば、アンサンブルは静的であるといわれる。

## エルゴード仮説
分子の状態に相関がない分子的混沌状態を仮定すれば、十分長い時間スケールに対して、系の時間発展に伴って可能な総ての微視的状態をとると考えられ、これはエルゴード仮説と呼ばれる。エルゴード仮設により、同一の力学系を無数に集めたアンサンブルは、1つの力学系を繰り返し観測することと同等であると考えることができる。
エルゴード仮説が等確率の原理を根拠付けると考えられており、統計力学を基礎付けるとされてきたが、今日では統計力学の基礎付けとしては的を外しているという主張も専門家によってなされている。